# Alnespiron
Alnespiron (S-20,499) je selektivni pun agonist  receptora iz azapironske hemijske klase. On ima antidepresivne i anksiolitičke efekte.